# Liste von Dependency Injection Frameworks
Für die Umsetzung von Dependency Injection in objektorientierten Programmen gibt es verschiedene Frameworks für diverse Programmiersprachen und Plattformen:

## Actionscript
ActionScript
- Swiz[1]
- Parsley[2]
- Mate[2]
- Robotlegs[2]

## C++
C++
- PocoCapsule/C++ IoC[3]
- DSM[4]
- wallaroo
- Google Fruit
- boost-ext / di[5] (C++11 und später, Header-only, Compile-Time)
- Kangaru[6]

## ColdFusion
ColdFusion
- ColdSpring[7][8]
- LightWire[8]

## Delphi
Delphi
- mORMot
- Spring4D[9]

## Go
Go
- Dig[10]
- Parsley[11]
- Wire[12]

## Java
Java
- Contexts and Dependency Injection (CDI), Standard für DI (JSR 299,[13] eine Rahmenrichtlinie, umgesetzt durch verschiedene Frameworks wie z. B. Seam Weld in Java EE 6)
- EJB ab Version 3.0[4]
- Spring
- Dagger[14]
- DDI - Dynamic Dependency Injection
- PicoContainer[15]
- Seam 2
- Guice
- S2Container.Java[16]
- JBoss Microcontainer ab JBoss Application Server 5.0 bzw. dessen Nachfolger WildFly[17]
- OSGi Declarative Services[18]

## Kotlin
Kotlin
- Dagger[14]
- Hilt[19]
- Kodein[20]
- Koin[21]

## Perl
- Bread::Board
- Orochi

## PHP
PHP
- Stubbles IoC[4]
- Symfony sowie Symfony2, Open-Source PHP Framework[22]
- Neos Flow[23]
- Phalcon
- Pimple[24]
- Zend Framework 2, Opensource PHP Framework
- Laravel[25]

## Python
Python
- PyContainer[4]
- SpringPython[26]

## Ruby
Ruby
- Copland[4]
- Needle[4]

## .NET
.NET Framework
- Autofac[27]
- Castle Windsor[27]
- Funq[28]
- LightCore[4]
- LinFu
- Managed Extensibility Framework (MEF)[28]
- Munq[28]
- Ninject[27]
- ObjectBuilder[4]
- OpenNETCF.IoC
- PicoContainer[4]
- Puzzle.NFactory[28]
- S2Container.NET[16]
- Spring.NET[27]
- StructureMap[27]
- Unity[27] (sowohl als alleinstehender Container als auch als Application Block innerhalb der Enterprise Library verfügbar)
- WINTER4NET[28]